# Retabel nr. 47
Retabel nr. 47 (Italiaans: Dossale n. 47) of Polyptiek nr. 47 (Italiaans: Polittico n. 47) is een altaarstuk dat wordt toegeschreven aan Duccio di Buoninsegna en zijn atelier. Het getal verwijst naar het inventarisnummer in de Pinacoteca Nazionale van Siena, waar het wordt bewaard. Het altaarstuk was oorspronkelijk bestemd voor de kerk van het hospitaal Santa Maria della Scala, dat is gelegen aan de Piazza del Duomo, recht tegenover de toegangstrap (scala) van de kathedraal.
Het vrij complex opgebouwde retabel is van een type dat later in de 14e eeuw tot volle ontwikkeling kwam, te beginnen met de polyptiek
van Pietro Lorenzetti in Arezzo. De Madonna wordt omringd door vier heiligen: Agnes, Johannes de evangelist, Johannes de Doper en Maria Magdalena. Boven hen zijn tien aartsvaders en profeten uit het Oude Testament afgebeeld, te weten: Abraham, Jesaja, Jakob, Jeremia, Mozes, David, Jafet (?), Jozef (?), Daniël en Maleachi. Qua vorm en indeling komt deze tussengalerij overeen met de reeks apostelen op de voorzijde van de Maestà. Het altaarstuk wordt bekroond door vijf vijfhoekige panelen met tweemaal twee engelen ter weerszijden van de zegenende Christus. De architecturale omkadering met pilasters is deels nog intact, maar de pinakels zijn verdwenen.
De interactie tussen Maria en Christus is intiemer dan op Duccio's andere werken: Christus grijpt Zijn moeders hand vast, terwijl Maria haar wang tegen zijn hoofd vlijt. Omdat de figuren een monumentalere indruk maken dan op Duccio's eerdere werk, denken veel kunsthistorici dat hij hierin zijn ervaring met de Maestà heeft verwerkt en dat het daarom een van zijn laatste werken moet zijn. De Britse kunsthistoricus John White wees echter op de wat onhandige manier waarop de bovenste vijfhoekige panelen worden geflankeerd door driehoekjes die alleen bedoeld lijken om visueel de lege ruimte op te vullen. Volgens hem zou Duccio juist dankzij zijn ervaring met de Maestà wel met een fraaiere oplossing zijn gekomen. Hij zag Retabel nr. 47 eerder als een experiment en een nog wat onwennige voorloper van het monumentale meesterwerk.
Het retabel is in vrij slechte staat. Vooral de gezichten van de Madonna en de heiligen zijn grotendeels afgesleten, waardoor het groen van de voorbereidende verflaag zichtbaar is geworden, en andere delen zijn later overgeschilderd. Het retabel is waarschijnlijk voor een groot deel door Duccio zelf geschilderd. De heiligen aan weerszijden van de Madonna worden deels aan ateliermedewerkers toegeschreven (vooral de Maria Magdalena).

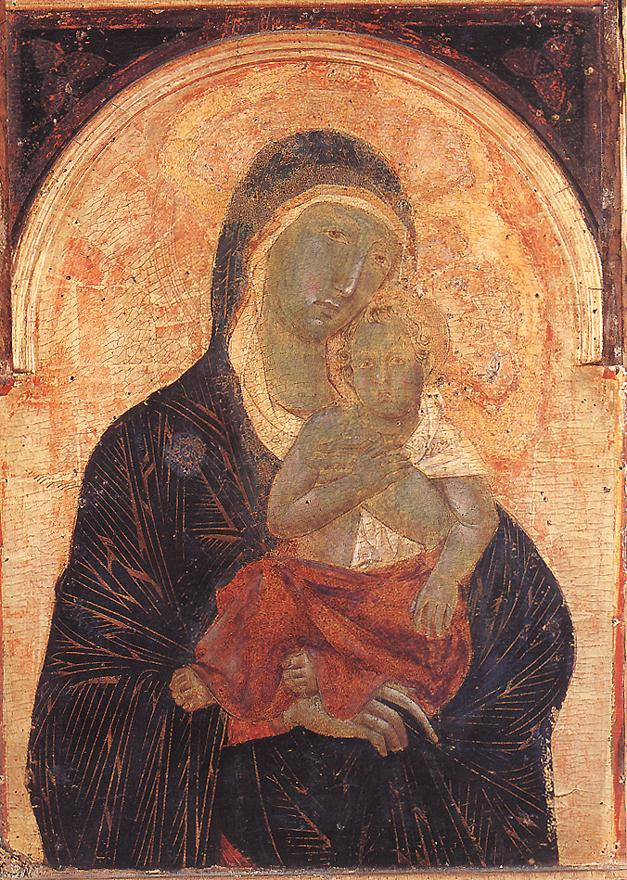
Het middenpaneel met de Madonna
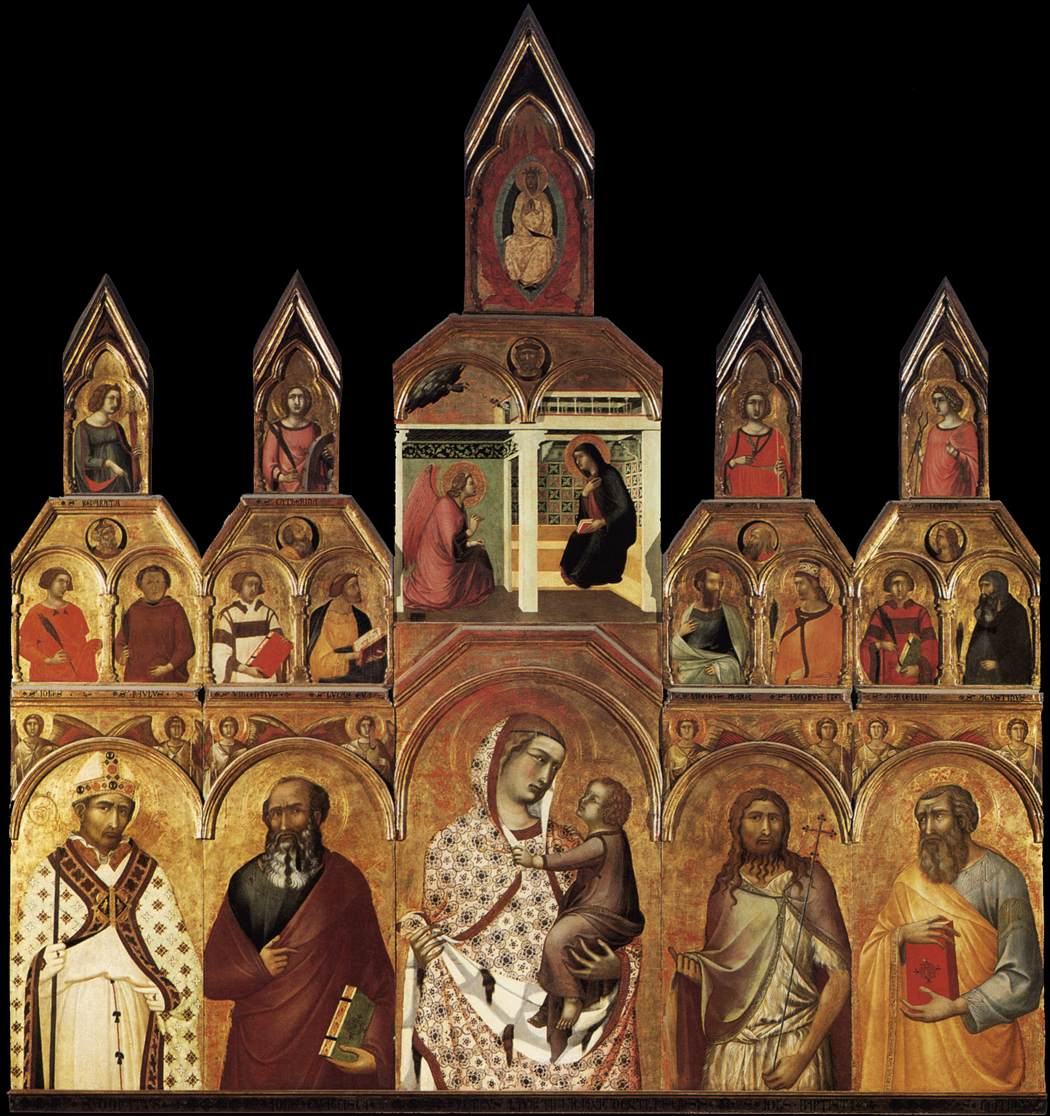
Pietro Lorenzetti, Polyptiek met Madonna en heiligen, 1320, Santa Maria della Pieve, Arezzo